# Barbara Krugerová
Barbara Krugerová (nepřechýleně Kruger; * 26. ledna 1945, Newark, New Jersey, USA) je americká vizuální a konceptuální umělkyně používající fotografie jako prostředek pro sociální kritiku. Většinu její práce tvoří černobílé fotografie s bílými nebo červenými titulky bezpatkového písma. Fráze v jejích dílech velmi často obsahují osobní zájmena.

## Život
Narodila se jako jediné dítě v židovské americké rodině patřící k nižší střední třídě. Její otec byl chemický technik, byl první Žid přijatý do Shell Oil v Union County v New Jersey. Během roku, kdy byl přijat, byla rodina obtěžována antisemitskými telefonáty. Její matka byla sekretářkou v právní kanceláři. Žili ve dvoupokojovém bytě.
V Newarku vychodila konkurenceschopnou čtyřletou veřejnou střední školu (Weequahic High School) v převážně židovské čtvrti Weequahic, ta byla v kriminální oblasti, v černošské části, v níž vyrůstala až do roku 1964.
V roce 1964 začala studovat na Syrakuské univerzitě užitá výtvarná umění. Nedostudovala, vrátila se ze Syrakusy (stát New York) domů, když její otec zemřel. „Meze mého vzdělání byly diktovány mojí třídou“, řekla, jindy připustila, že po jednom roce odešla proto, že se „cítila jako Marťan“. Ze středostavovské čtvrti v Newarku v New Jersey nemohla navázat kontakt se svými více privilegovanými spolužáky. „Byla jsem jediná žena na patře mé koleje, která neměla operaci obličeje, a která znala jiná slova než Pappagallo a Evan Picone.“
V New Yorku v roce 1965 přestoupila do Parsonsovy školy designu a strávila v ní semestr, celkem 9 měsíců, aniž by ji dostudovala. Studovala fotografii u Diany Arbusové a grafický design u Marvina Israela uměleckého ředitele Harper's Bazaaru, jímž byla především ovlivněna. Ten jí představil další fotografy a subkultury módních časopisů. Zatímco Arbusová sloužila Krugerové jako první ženský vzor, náročný Israel řekl mladé umělkyni, že je „schopná čehokoliv“, když ji škola znudila, povzbudil ji, aby sestavila portfolio umělecké grafiky. Nezískala žádné bakalářské tituly nebo absolventské hodnosti.
Posléze získala svoji první práci jako sekretářka, pak začala pracovat v různých přechodných zaměstnáních v New Yorku a v roce 1966 skrze spojení s Marvinem Israelem získala práci jako třeťořadá designérka v Condé Nast Publications, kde v roce 1967 prezentovala své návrhy stránek vedoucímu uměleckého oddělení. Nedlouho poté začala pracovat v časopisech Seventeen a Mademoiselle (francouzsky Slečna) jako designérka na základní úrovni, o rok později byla ve svých 22 letech povýšena na vedoucí designérku Mademoiselle.
Během následujících deseti let pracovala také jako učitelka, grafička, výtvarná ředitelka a obrazová editorka v uměleckém oddělení House and Garden, Aperture a dělala časopisecké dispozice, designy knižních přebalů a fotografickou editorku na volné noze pro další publikace. Proslavila se zejména svými kolážemi a slogany.
První samostatnou výstavu měla v roce 1980. Od roku 1985 je jí domovem newyorská galerie Mary Boone. Vystavovala už například také v Muzeu současného umění v Los Angeles, v Tate Gallery v Londýně nebo v galerii Yvon Lambert v Paříži. Netvoří pouze krátké, heslovité útvary. Je také autorkou esejů, video nebo audio prezentací. V roce 2001 obdržela Cenu MOCA pro význačné ženy ve výtvarných uměních a v roce 2005 Zlatého lva za celoživotní dílo na Benátském bienále. V současné době žije a pracuje v New Yorku a Los Angeles v Kalifornii, kde také zároveň vyučuje na univerzitě.

## Reflexe její tvorby

### Raná feministická tvorba (konec 70. a začátek 80. let)
Její nejranější práce pocházejí z roku 1969. Obrovské tkané závěsy na stěny z příze, korálku, flitrů, peří či stuh jsou typickým příkladem feministických prací tohoto období. I přes její účast na Whitney bienále roku 1973 a její sólové výstavě v Artists Space a Fishbach gallery v New Yorku nebyla se svojí tvorbou spokojena, protože se odcizovala jejím vzrůstajícím sociálním a politickým zájmům.

### Umělecká fotografie (druhá polovina 80. let)
Roku 1976 od své tehdejší umělecké tvorby upustila a čtyři roky učila na Kalifornské univerzitě. Ovšem roku 1977 se začala věnovat umělecké fotografii, kdy vytvořila sérii černobílých detailů architektonických exteriérů kombinovaných s jejím vlastním textuálním přemítáním o životě těch, kteří/které žili uvnitř. Kniha Picture/Readings (1979) je souhrnem této tvorby.

### Koláže (80. léta až současnost)
V témže roce se ovšem od fotografie odvrátila a začala se věnovat typu tvorby, pro kterou je v současnosti známá. Její tvorba po roce 1979 má podobu reklamních billboardů, kdy začala využívat obrazy z tištěných amerických médií poloviny 20. století s koláží krátkých frází. Kombinací odstřihávaných obrazů z nyní již zastaralých stylů umělecké fotografie s krátkými, údernými a ostrými frázemi Krugerová konstruuje parodické reklamy odhalující aspekty ideologií.
Tyto koláže, při jejichž tvorbě zúročila své designérské zkušenosti, jsou začátkem angažovanosti Barbary Krugerové v politických, sociálních a především feministických otázkách. Ve své tvorbě zpochybňuje převládající struktury, schémata a stereotypy, zejména v oblastech moci, genderu, pohlaví, náboženství, konzumerismu či nenasytnosti korporací.
V osmdesátých letech tento způsob tvorby nalézá svůj vrchol a stává se pro autorku specifickým a význačným. Velké černobílé fotografie kombinované s ironickými, obžalovávajícími aforismy ve stylu Futura Bold na černém, bílém či červeném pozadí měly (a stále mají) za cíl narušit převládající společenské stereotypy. Její texty staví diváky před otázky související s feminismem, distribucí moci, patriarchální společností, konzumem, autonomií a individuální touhou jedince. Diváky oslovuje přímo, a to použitím osobních zájmen (já, ty, my, oni), která mají často okamžitý vliv na diváka. Skrze použití těchto zájmen Krugerová chytře narušuje procesy identifikace podporující existující struktury moci a ovládání a skrze tato díla dokáže přinutit publikum cítit se nepohodlně a uvědomit si sexuálně determinovanou pozici, kterou ve společnosti zastává. Krugerová se snaží odhalit „malého mužíka za oponou“ ve významném odhalení struktur čtení, které jsou obvykle transparentní ve vizuálních reprezentacích.
Mistrně pracuje se schopností vtáhnout diváky do svého díla a přinutit je přemýšlet o tom, co konkrétní koláž problematizuje, což je také cílem její tvorby. Svá díla přizpůsobuje konkrétním situacím či místům, kde mají být vystavována, aby odpovídala konkrétnímu kontextu a vyvolala kýžený účinek.
Její koláže můžeme rozdělit do několika kategorií, podle toho, proti čemu se vymezují a co problematizují.
- Kritika a oprese žen – We have received orders not to move (Máme rozkaz nepohybovat se), Your every wish is our command (Tvoje každé přání je našim rozkazem), I am your slice of life (Jsem tvůj krajíc života), Your body is a battleground (Tvoje tělo je bitevním polem)

- Kritika mužské síly a patriarchálního systému – We dont need another hero (Nepotřebujeme dalšího hrdinu), Your assignment is to concquer and divide (Tvým úkolem je dobýt a rozdělit)

- Kritika konzumerismu – Face it! This stunning ensembe says youre not who you think you are (Postav se tomu! Tato úžasná souprava říká, že nejsi tím, kým si myslíš), I shop therefore I am (Nakupuji, tedy jsem), Buy me, i´ll change your life (Kup si mě, změním tvůj život)

- Kritika vládnoucích sil (souvisí s kritikou patriarchálního systému) – Your fictions become history (Tvé fikce se stávají historií), Your manias become science (Vaše mánie se stávají vědou), Pro-life of the unborn, Pro-death of the born (Pro život nenarozených, pro smrt narozených)

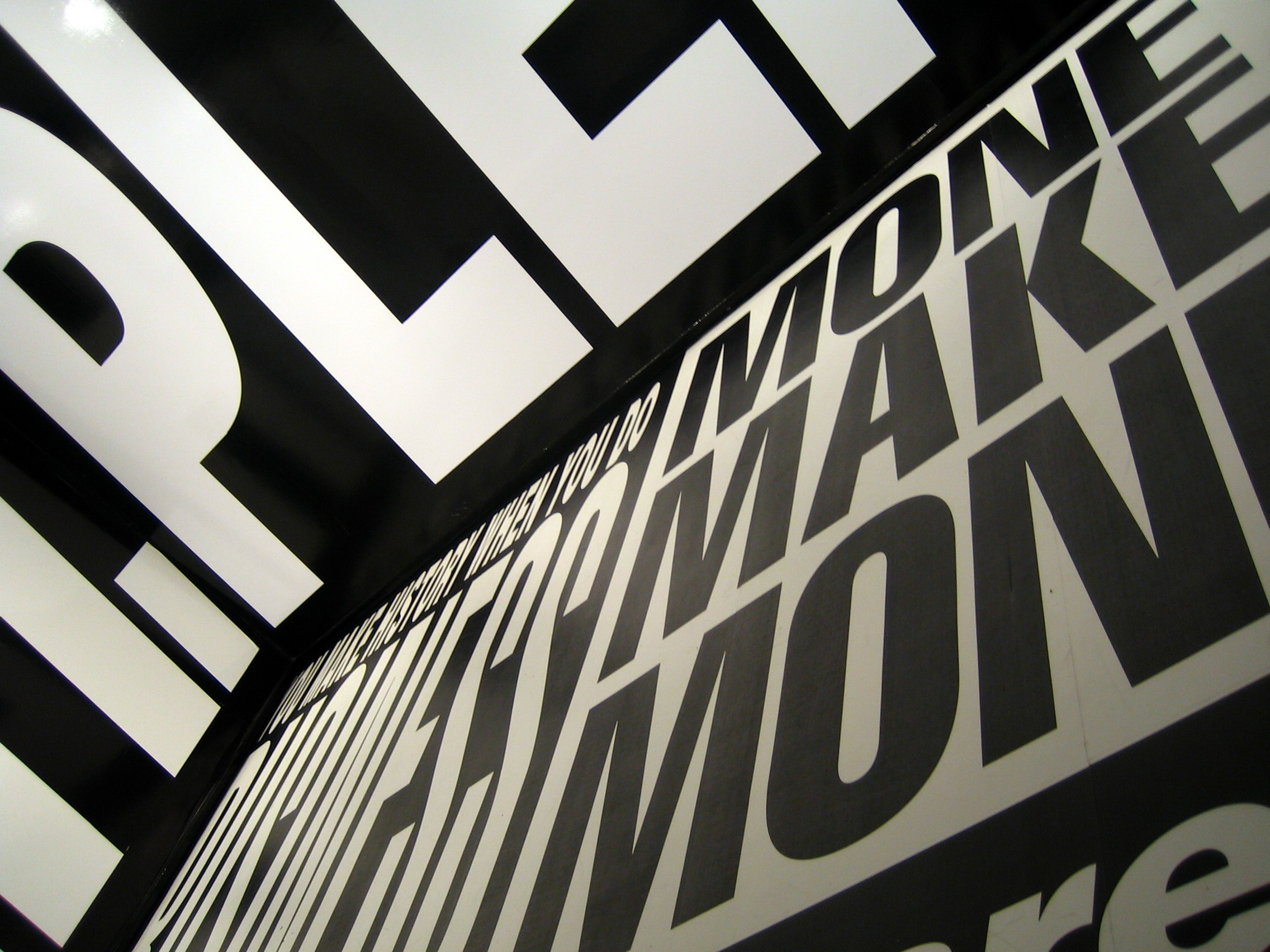
Její velkoplošná instalace v Australském centru současného umění (ACCA), Melbourne

### Video a audio instalace (druhá polovina 90. let až současnost)
Od poloviny 90. let tvoří veřejné instalace tvořené videem, projekcemi a audiem. Stěny, podlahy i stropy jsou pokryty obrazy a texty, které mají přímo působit na diváky. Stejně jako její koláže, veřejné instalace, které našly své místo nejen v muzeích či galeriích, ale i na správních budovách, vlakových nádraží, billboardech či v parcích, komunikují s publikem, mají ho ochromit a pohltit a zprostředkovat reflexi témat obsažených v jejích dílech.

## Dílo
| země                   | země       | město       | galerie                                          | rok                                            |
| ---------------------- | ---------- | ----------- | ------------------------------------------------ | ---------------------------------------------- |
| Spojené království     | Anglie     | Londýn      | Institute of Contemporary Arts (ICA)             | 1983                                           |
| Spojené království     | Anglie     | Londýn      | Serpentine Gallery                               | 1994                                           |
| Kanada                 | Québec     | Montreal    | Musée d'art contemporain de Montréal (MACM)      | 1985                                           |
| Spojené státy americké | New York   | New York    | Mary Boone Gallery                               | 1987, 1989, 1991, 1994, 1997, 2004, 2007, 2010 |
| Spojené státy americké | New York   | New York    | Muzeum amerického umění Whitneyové               | 2000                                           |
| Spojené státy americké | Kalifornie | Los Angeles | The Museum of Contemporary Art (MOCA)            | 1999                                           |
| Spojené státy americké | Kalifornie | San Diego   | The Museum of Contemporary Art San Diego (MCASD) | 2005                                           |
| Švédsko                | Švédsko    | Stockholm   | Muzeum moderny                                   | 2008                                           |

### Knihy
- Kruger, Barbara. 1982. No progress in pleasure. New York: CEPA.
- Kruger, Barbara. 1992. Cragie Horsfield. New York: Ica Editions.
- Kruger, Barbara. 1994. Remote Control: Power, Cultures, and the World of Appearance. Cambridge: MIT Press.
- Linker, Kate. 1996. Love for sale: The Words and Pictures of Barbara Kruger. New York: Harry N. Abrams.
- Kruger, Barbara. 1998. Remaking history. New York: The New Press.
- Kruger, Barbara, Phillips, Lisa. 2005. Money Talks. Scarstedt Fine Art.
- Kruger, Barbara, et al. 2007. Barbara Kruger: Desire Exists Where Pleasure is Absent. Bielefeld: Christof Kerber Verlag.
- Kruger, Barbara, et al. 2011. Barbara Kruger: Circus. Kolín: Walter König.
- Kruger, Barbara. 2010. Barbara Kruger. New York: Rizolli.

### Film a video
- 1995. „Cinefile: Reel Women.“
- 1996. Bulls On Parade video clip, Rage Against The Machine
- 1997. „Pleasure, Pain, Desire, Disgust.“
- 2001. „Art in the Twenty-First Century.“
- 2004. „Twelve.“
- 2010. „The Globe Shrinks.“[11]

#### Elektronické zdroje
- Amazon.com. „Barbara Kruger: Books.“ [online] [cit. 18. 4. 2012]. Dostupné z: <http://www.amazon.com/s/ref=nb_sb_noss_1?url=search-alias%3Dstripbooks&field-keywords=barbara+kruger>.
- The Art History Archive. „Barbara Kruger: Feminist Artist.“ [online] [cit. 18. 4. 2012]. Dostupné z: <http://arthistoryarchive.com/arthistory/feminist/Barbara-Kruger.html >.
- BarbaraKruger.com. [online]. <http://www.barbarakruger.com/>.(fan Archivováno 21. 4. 2012 na Wayback Machine. site/neoficiální stránka od fanynek či fanoušků)
- Copeland, Julie. 2006. „Barbara Kruder’s Twelve: Transcript.“ ABC Radio National [online] (1. 2. 2006) [cit. 18. 4. 2012]. Dostupné z: <http://www.abc.net.au/radionational/programs/exhibita/barbara-krugers-twelve/3310368>.
- Dashkin, Michael. „Barbara Kruger, b. 1945.“ Jewish Women’s Archive. Jewish Women a Comprehensive Historical Encyclopedia [online] [cit. 18. 4. 2012]. Dostupné z: <http://jwa.org/encyclopedia/article/kruger-barbara>.
- Daydie, Black Angel - Jehanne (tj. přezdívky). 2007. „Barbara Kruger.“ The Story of Black Angel [online] (26. 10. 2007) [cit. 18. 4. 2012]. Dostupné z: <http://daydie.blog.cz/0710/barbara-kruger Archivováno 29. 10. 2015 na Wayback Machine.>.
- Encyclopedia.com. 2001. „Kruger, Barbara 1945-.“ Encyclopedia.com. American Decades [online] [cit. 18. 4. 2012]. Dostupné z: <http://www.encyclopedia.com/topic/Barbara_Kruger.aspx>.
- Králová, Pavla. 2010. „Tandem slova a obrazu Barbary Kruger.“ Nekultura.cz [online] (11. 1. 2010) [cit. 18. 4. 2012]. Dostupné z: <http://www.nekultura.cz/vytvarne-umeni-profily/tandem-slova-a-obrazu-barbary-kruger.html>.
- Kukurová, Lenka. „Stop násilí na ženách.“ Artyčok.tv [online] [cit. 18. 4. 2012]. Dostupné z: <http://artycok.tv/lang/cs-cz/9/stop-nasili-na-zenach Archivováno 21. 2. 2014 na Wayback Machine.>.
- Mary Boone Gallery, New York. „Barbara Kruger.“ [online] [cit. 18. 4. 2012]. Dostupné z: <https://web.archive.org/web/20120405115804/http://www.maryboonegallery.com/artist_info/kruger_info.html>.
- Philadelphia Museum of Art. „About This Artist.“ [online] [cit. 18. 4. 2012]. Dostupné z: <https://web.archive.org/web/20120425035342/https://www.philamuseum.org/education/resources/122.html>.
- Veverka, Lukáš. 2006. „(Anti)design.“ Design portál: magazín o designu a grafice [online] (31. 8. 2006) [cit. 18. 4. 2012]. Dostupné z: <https://web.archive.org/web/20120525080345/http://www.designportal.cz/graficky_design/antidesign.html>.
- Zárate, José. 2010. „Barbara Kruger.“ Photomcc's Blog [online] (13. 4. 2010) [cit. 18. 4. 2012]. Dostupné z: <http://photomcc.wordpress.com/2010/04/13/barbara-kruger />.